# Миколаївська міська територіальна громада (Миколаївська область)
Миколаївська міська територіальна громада — територіальна громада в Україні, у Миколаївському районі Миколаївської області, з адміністративним центром у місті Миколаїв.

## Загальна інформація
Площа території — 316,6 км², населення громади — 480 080 осіб (2020 р.).

## Населені пункти
До складу громади увійшло м. Миколаїв.

## Історія
Створена у 2020 році, відповідно до розпорядження Кабінету Міністрів України № 719-р від 12 червня 2020 року «Про визначення адміністративних центрів та затвердження територій територіальних громад Миколаївської області», з територією та населеними пунктами Миколаївської міської ради Миколаївської області у складі.